# Tarhan, Volodarka
Tarhan (în ucraineană Тарган) este localitatea de reședință a comunei Tarhan din raionul Volodarka, regiunea Kiev, Ucraina.

## Demografie
Componența lingvistică a localității Tarhan
     Ucraineană (99,82%)
     Alte limbi (0,18%)
Conform recensământului din 2001, majoritatea populației localității Tarhan era vorbitoare de ucraineană (99,82%), existând în minoritate și vorbitori de alte limbi.